# Bélgica en los Juegos Olímpicos de Sankt Moritz 1928
Bélgica estuvo representada en los Juegos Olímpicos de Sankt Moritz 1928 por un total de 25 deportistas que compitieron en 3 deportes.  

## Medallistas
El equipo olímpico belga obtuvo las siguientes medallas:
| Nombre               | Deporte            | Competición  |
| -------------------- | ------------------ | ------------ |
| Oro                  |                    |              |
| —                    |                    |              |
| Plata                |                    |              |
| —                    |                    |              |
| Bronce               |                    |              |
| Robert Van Zeebroeck | Patinaje artístico | Individual M |